# 슈라니

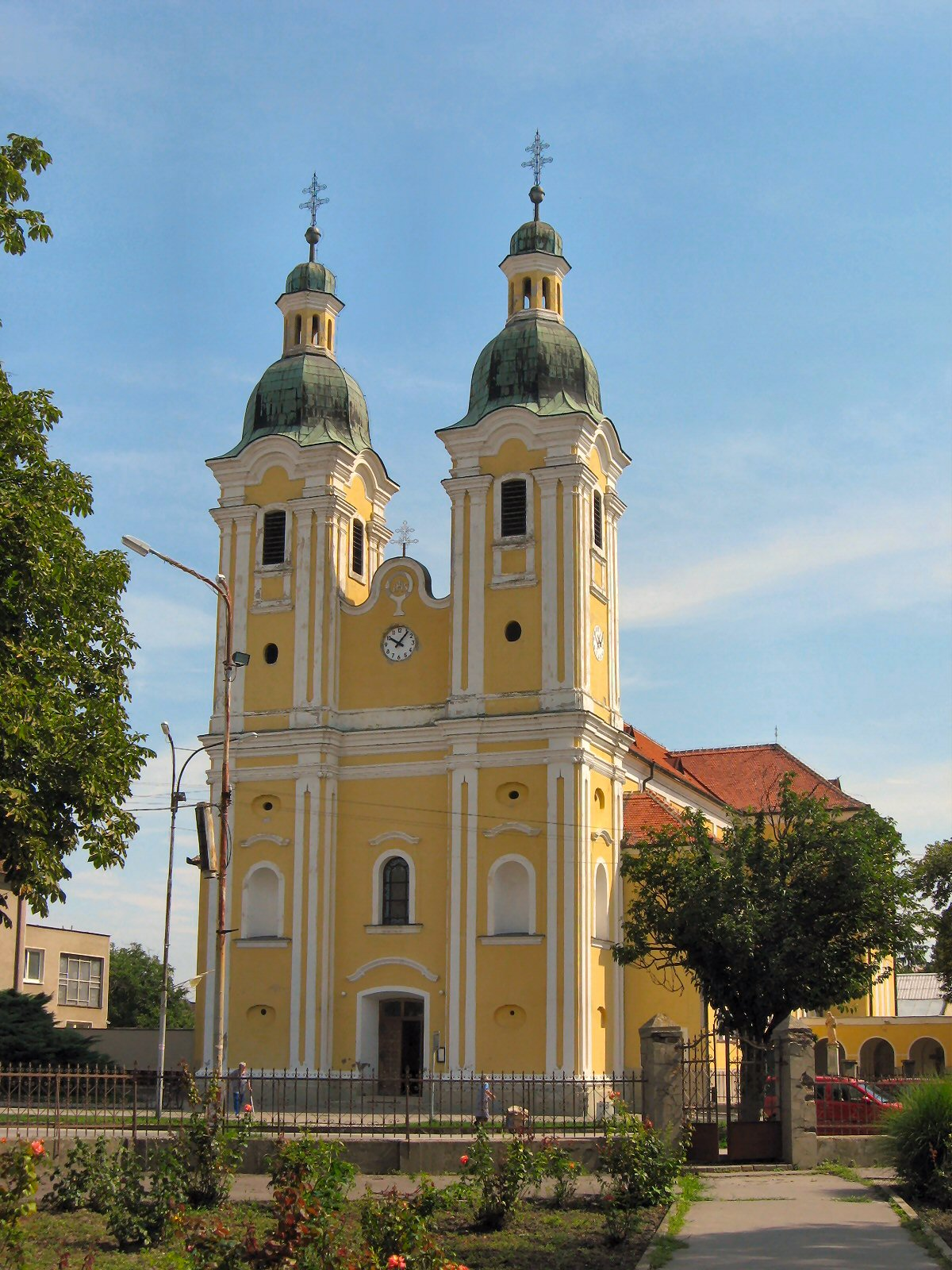
슈라니 최초의 순교자 성 슈테판 교회

슈라니(슬로바키아어: Šurany, 헝가리어: Nagysurány 너지슈라니[*], 독일어: Schuran 슈란[*])는 슬로바키아 니트라 주에 위치한 도시로 면적은 59.812km2, 높이는 123m, 인구는 10,460명(2006년 12월 31일 기준), 인구 밀도는 175명/km2이다.
노베잠키에서 약 13km, 브라티슬라바에서 약 100km 정도 떨어진 곳에 위치한다. 1138년 헝가리의 벨러 2세 국왕의 문헌에 처음 등장했다.

시기
시 문장